# Jan Pawlica (filozof)
Jan Eugeniusz Pawlica (ur. 5 marca 1930 w Częstochowie, zm. 12 października 2021 w Krakowie) – polski filozof, doktor habilitowany, profesor nadzwyczajny Uniwersytetu Jagiellońskiego w Krakowie, specjalista w zakresie aksjologii i etyki.

## Życiorys
W 1955 ukończył studia prawnicze na Uniwersytecie Jagiellońskim, w 1958 studia filozoficzne na Uniwersytecie Warszawskim. W 1963 obronił na Uniwersytecie Jagiellońskim pracę doktorską z filozofii poświęconą myśli etycznej Jean-Marie Guyau, napisaną pod kierunkiem Romana Ingardena. W 1972 uzyskał stopień naukowy doktora habilitowanego na podstawie pracy Konflikty moralne. Problematyka teoretyczna i praktyczna. W swoich pracach w latach 70. inspirował się metodologią marksistowską.
Objął stanowisko docenta w Uniwersytecie Jagiellońskim. W latach 1972–1980 był dyrektorem Instytutu Religioznawstwa Uniwersytetu Jagiellońskiego. W 1990 został profesorem nadzwyczajnym w Instytucie Filozofii Wydziału Filozoficznego Uniwersytetu Jagiellońskiego. W latach 1984–1999 kierował Zakładem Etyki IF UJ.
Był działaczem Polskiej Zjednoczonej Partii Robotniczej w Uniwersytecie Jagiellońskim.
W 2006 Rektorska Komisja ds. Inwigilacji Uniwersytetu Jagiellońskiego przez Służbę Bezpieczeństwa PRL stwierdziła, że dr hab. Jan Pawlica był Tajnym Współpracownikiem Służby Bezpieczeństwa zarejestrowany jako TW „Filozof”.

## Publikacje
- Podstawowe pojęcia etyki (1972, 1978, 1994)
- Suffering as human experience: proceedings from VI Jagiellonian Symposium on Ethics, Cracow, 6–8 June 1994 (red. nauk., 1994)
- Etyka. Cz. 1 (1980)
- Methodological problems of research on the science of religion (współautorzy: Jan Jerschina, Halina Moszczyńska, 1978)
- Marksistowska etyka i socjalistyczna moralność (1976)
- Typy postaw moralnych w Polsce Ludowej (1973)
- O konfliktach i postawach moralnych (1973)
- Konflikty moralne: problematyka teoretyczna i praktyczna (1972)
- Etyka. Cz. 2, Wybór tekstów (red. nauk., 1980)
- Spór o etykę: materiały X Jagiellońskiego Sympozjum Etycznego, Kraków 4–5 czerwca 1998 (1999)
- Etyka a prawo i praworządność: materiały IX Jagiellońskiego Sympozjum Etycznego, Kraków, 2–3 czerwca 1997 (1998)
- Etyka a życie publiczne: materiały VIII Jagiellońskiego Sympozjum Etycznego, Kraków, 7–8 czerwca 1996 (1997)
- Autokreacja człowieka – między wolnością a zniewoleniem: materiały VI Jagiellońskiego Sympozjum Etycznego, Kraków 5–6 czerwca 1995 (1995)
- Uniwersalne wartości etyczne w różnych kulturach: materiały V Jagiellońskiego Sympozjum Etycznego, Kraków 7–8 czerwca 1993 (1993)
- O odpowiedzialności: moralny wymiar odpowiedzialności w życiu publicznym: materiały III Jagiellońskiego Sympozjum Etycznego, Kraków 4–5 czerwca 1990 (1993)
- Etyka współdziałania: materiały IV Jagiellońskiego Sympozjum Etycznego, Kraków 5–6 czerwca 1992 (1993)[3]